# Forever You 〜永遠に君と〜
「Forever You 〜永遠に君と〜」（フォーエバー・ユー・えいえんにきみと）は、日本の歌手・愛内里菜の8作目のシングル。

## 概要
- 愛内里菜のライブでは、本編最後やアンコールでの披露が多く、代表曲の一つとして認知されている。
- 『すぽると!』では一部分だけ使用された。
- 曲提供をした大野愛果も、2013年12月25日発売のアルバム『Silent Passage』でセルフカバーを行っている。

## 収録曲
1. Forever You 〜永遠に君と〜
  - 作詞：愛内里菜　作曲：大野愛果　編曲：徳永暁人
2. Rosemary
  - 作詞：愛内里菜　作曲：川島だりあ　編曲：尾城九龍
3. Forever You 〜永遠に君と〜 <Jelly Wong Mata Leao Mix>
  - リミックス：Jelly Wong & mAru
4. Forever You 〜永遠に君と〜 <Instrumental>

## タイアップ
- フジテレビ系『感動ファクトリー・すぽると!』主題歌（#1）

## 収録アルバム
- POWER OF WORDS（#1）
- Single Collection（#1）
- ALL SINGLES BEST 〜THANX 10th ANNIVERSARY〜（#1）